# Un viaggio chiamato amore
Pour plus de détails, voir Fiche technique et Distribution.
Un viaggio chiamato amore est un film italien réalisé par Michele Placido, sorti en 2002.

## Fiche technique
- Titre français : Un viaggio chiamato amore
- Réalisation : Michele Placido
- Scénario : Michele Placido, Heidrun Schleef (de) et Diego Ribon
- Photographie : Luca Bigazzi
- Musique : Carlo Crivelli
- Production : Marco Chimenz, Giovanni Stabilini et Riccardo Tozzi
- Pays d'origine : Italie
- Genre : romance
- Date de sortie : 2002

## Distribution
- Laura Morante : Sibilla Aleramo
- Stefano Accorsi : Dino Campana
- Alessandro Haber : Andrea
- Galatea Ranzi : Leonetta
- Diego Ribon : Emilio
- Katy Louise Saunders